# Ljudje in miši
Ljudje in miši (v izvirniku Of Mice and Men) je tragični kratki roman ameriškega pisatelja Johna Steinbecka. Roman je prvič izšel leta 1937, pripoveduje pa zgodbo dveh priložnostnih kmetijskih delavcev, Georgea Miltona in Lennieja Smalla. 

## Zgodba
Par se med veliko depresijo seli iz kalifornijskega kraja v kraj in išče delo na rančih. Lennie je rahlo umsko prizadet, a neverjetno močan moški, George, ki skrbi za Lennieja, pa je manjše rasti in bolj pameten. Skupaj sanjarita o tem, da bosta enkrat privarčevala dovolj denarja za svojo kmetijo in bosta delala le še zase, Lennie pa bo na kmetiji odgovoren za zajce. Skozi zgodbo bralec izve za tragično Lenniejevo dejanje, zaradi katerega sta morala zapustiti prejšnje delo. Par se na novo zaposli na farmi, ki jo vodi razboriti lastnik Curley s spogledljivo ženo. Nekega večera vsi delavci, razen Lennieja in ostarelega črnca, odidejo v bordel. Obema se pridruži lastnikova žena, zgodba pa na tem mestu doseže vrhunec. Naslednji dan se zgodi nova tragedija, ki usodno vpliva na življenji Lennieja in Georgea ter Georgea postavi pred težko odločitev. Kot veliko Steinbeckovih del, se tudi roman Ljudje in miši ukvarja s problemom rasizma, osebnimi stiskami, osamljenostjo, poleg tega pa tudi s problemom predsodkov do duševno bolnih. Hkrati razkriva tudi boj za osebno neodvisnost. Roman je doživel mnogo dramskih uprizoritev ter tri filmske upodobitve, leta 1939, 1982 in nazadnje leta 1992.